# Hipokalcijemija
Hipokalcijemija je poremećaj elektrolita kojeg karakterizira sniženje koncentracija kalcija u krvi. Normalne vrijednosti koncentracije kalcija u plazmi za odrasle su između 2.14 i 2.53 mmol/L. 
Hipokalcijemija može nastati kao posljedica različitih stanja kao što su npr. nedostatka paratiroidnog hormona (npr. hipoparatiroidizam), nedostatka vitamina D (npr. rahitis), izrazito povišene ili snižene koncentracije magnezija u krvi, može biti uzrokovana lijekovima ili nedostatnim unosom kalcija prehranom. Hipokalcijemija može biti i posljedica mnogih teških bolesti i stanja različitih organskih sustava. 
Zbog hipokalcijemije mogu se javiti simptomi kao što su npr. parestezije, može doći do tetanija (npr. novorođenačka tetanija), a mogu se javiti za život opasna stanja kao što je laringospazam ili srčane aritmije. 
Chvostekov znak, Trousseauov znak latentne tetanije su medicinski znakovi koji se mogu izazvati u stanjima hipokalcijemije. 
|  | Molimo pročitajte upozorenje o korištenju medicinskih informacija. Ne provodite liječenje bez savjetovanja s liječnikom! |